# هنریش سی. بران
هینریش سزا بران (به انگلیسی: Heinrich Caesar Berann)، (۳۱ مارس ۱۹۱۵ در اینسبروک - ۴ دسامبر ۱۹۹۹ در لانس، اتریش)، نقاش و کارتوگراف اتریشی بود. او با نقشه‌های پانورامای خود که کارتوگرافی مدرن را با نقاشی کلاسیک ترکیب می‌کرد، به شهرت جهانی رسید. کار وی شامل نقشه‌های سایت‌های بازی‌های المپیک و مناطق کوهستانی است که در مجله نشنال جئوگرافیک و چهار پوستر پانوراما از پارک‌های ملی منتشر شده توسط سازمان پارک‌های ملی ایالات متحده است.

## اوایل زندگی
بران در خانواده ای از مجسمه سازان و نقاشان در اینسبروک در تیرول اتریش به دنیا آمد. بین سال‌های ۱۹۳۰ و ۱۹۳۳، در دانشکده هنر و طراحی فدرال در اینسبروک نقاشی تحصیل کرد، اما در دوران رکود بزرگ نتوانست تنها به عنوان یک نقاش زنده بماند. پس از فارغ‌التحصیلی، او به عنوان یک هنرمند آزاد و طراح گرافیک کار کرد.
وی در سال ۱۹۳۴ برای تهیه نقشه پانوراما از گروسلوکونر جاده کوهستانی آلپ، که جاده کوهستانی که اخیراً افتتاح شده بود، برنده مسابقه شد و منجر به ایجاد ماموریت‌هایی برای نقاشی مناظر برای اهداف نقشه‌برداری یا گردشگری برای او گردید.
او در سال ۱۹۴۱ با لودمیلا هروولد ازدواج کرد. این زوج دو دختر به نام‌های الیزابت و آنجلا داشتند. خدمت نظامی وی در ارتش آلمان، که باعث شد او در سال ۱۹۴۲ به نروژ و فنلاند شمالی فرستاده شود، نیز به سبک هنری وی کمک کرد.

## حرفه نقاشی
وی بیش از صد نقشه را نقاشی کرد، از جمله آثار او می‌توان به موارد زیر اشاره نمود:
- نقاشی نقشه بازی‌های المپیک در کورتینا دامپتزو
- بازی‌های المپیک زمستانی ۱۹۵۶، رم
- بازی‌های المپیک تابستانی ۱۹۶۰، اینسبروک
- بازی‌های المپیک زمستانی ۱۹۶۴ و بازی‌های المپیک زمستانی ۱۹۷۶، سارایوو
- بازی‌های المپیک زمستانی ۱۹۸۴، ناگانو
- بازی‌های المپیک زمستانی ۱۹۹۸.

او همچنین نقشه‌های پیست اسکی را برای استراحتگاه‌های ورزشی زمستانی اروپا، به ویژه در اتریش، سوئیس، آلمان و فرانسه تهیه می‌کرد.
وی در سال ۱۹۶۲ مون اورست را برای انجمن نشنال جئوگرافیک نقاشی کرد. در نهایت وی حدود ۲۰ نقشه برای نشنال جئوگرافیک نقاشی نمود. از جمله می‌توان به موارد زیر اشاره کرد:
- مون بلان (سپتامبر ۱۹۶۵)
- پنج نقشه از جزایر بادپناه (اکتبر ۱۹۶۶)
- آسمان جهان از هیمالیا (اکتبر ۱۹۶۶)
- نقشه کف اقیانوس آرام (اکتبر ۱۹۶۹)
- پروژه دلتا در هلند (آوریل ۱۹۶۸)
- نپال (نوامبر ۱۹۷۱)
- نقشه مسافرتی آلپ (آوریل ۱۹۸۵).

او در اواخر زندگی حرفه ای خود چهار پانوراما را برای سازمان پارک‌های ملی ایالات متحده از پارک ملی کسکیدز شمالی (۱۹۸۷)، پارک ملی یوسیمیتی (۱۹۸۹)، پارک ملی یلواستون (۱۹۹۱) و بالاخره پارک ملی و منطقه حفاظت‌شده دنالی (۱۹۹۴) نقاشی کرد.

پارک ملی کسکیدز شمالی (۱۹۸۷)
پارک ملی یوسیمیتی (۱۹۸۹)
پارک ملی یلواستون (۱۹۹۱)
پارک ملی و منطقه حفاظت‌شده دنالی (۱۹۹۴)

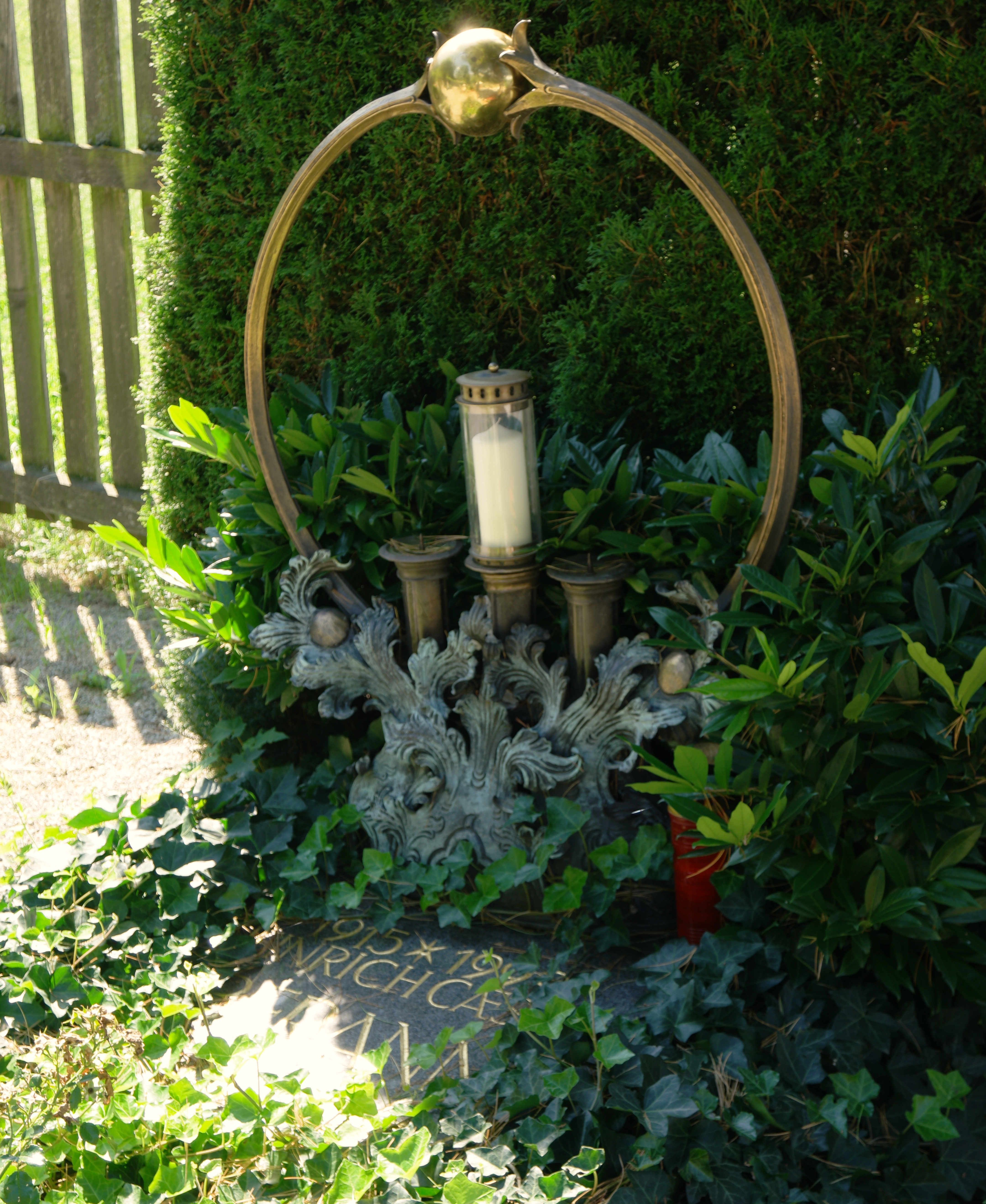
آرامگاه او در اینسبروک

وی در سال ۱۹۹۹ در سن ۸۴ سالگی در لانس (تیرول)، که از سال ۱۹۵۲ در آن جا ساکن بود، درگذشت.

## سبک
او تکنیک‌های سنتی و مدرن را برای توسعه سبکی از «نقاشی کوه» و «نقشه پانورامای مدرن» که او را مشهور کرده بود، ترکیب می‌کرد.
تام پترسون، نقشه‌بردار ارشد سازمان پارک‌های ملی ایالات متحده، گفت: «فقط چیزی کاملاً جادویی در مورد پانوراماهای او وجود دارد.»
استفاده او از ابرها در افق بعضی اوقات جلوه ناپدید شدن را ایجاد می‌کند یا موارد دیگر را در افق متعادل می‌کند. وی همچنین با تأکید بر دریاچه‌ها و دیگر اجسام آبی، بازتاب کوه‌ها یا درخشش نور خورشید را برای جلب چشم بیننده به وجود می‌آورد.
رنگ‌ها در نقاشی‌های وی وقتی از نزدیک مشاهده می‌شوند، بسیار واضح هستند، اما هنگام مشاهده از فاصله طبیعی به رنگ‌های طبیعی تر دیده می‌شوند.